# Globulariopsis stricta
Globulariopsis stricta är en flenörtsväxtart som först beskrevs av Peter Jonas Bergius, och fick sitt nu gällande namn av O.M. Hilliard. Globulariopsis stricta ingår i släktet Globulariopsis och familjen flenörtsväxter. Inga underarter finns listade i Catalogue of Life.